# Vee F. Browne
Vee F. Browne (Ganado, Arizona, 1956) escritora estadounidense de etnia navajo. 
Se graduó en periodismo en la Universidad Estatal de Nuevo México. Ha trabajado como periodista del Navajo Hopi Observer y publicado varios libros infantiles. 

## Obra
- Monster Slayer (1991)
- Monster Birds (1993)
- Maria Tallchief: prima ballerina (1995)
- Owl Book (1995)
- Ravens dancing (2001)

## Premios
- Western Heritage Award, 1991
- Cowboy Hall of Fame Award
- Buddy Bo Jack Nationwide Award
- Rounce & Coffin Club-Los Angeles 1994 Western Books Award of Merit